# シラミバエ
シラミバエは、ハエ目（双翅目）シラミバエ科（Hippoboscidae）の昆虫の総称。哺乳類や鳥類の絶対寄生者として知られる。世界に3亜科21属213種が知られる。

## 概要
成虫の体型は扁平。シラミバエは様々な哺乳類や鳥類を寄主として利用する。例えば翅をもたない赤茶色の種である Melophagus ovinusは、ヒツジに寄生することが知られている。また、同じく翅をもたない Lipoptena mazamae は、オジロジカの外部寄生者としてアメリカ南東部で普通に見られる。一方、翅のあるウマジラミバエ Hippobosca equina はウマ・アカシカ、ラクダ、ウサギなどに寄生するほか、 Ornithoica podargi や Ornithomya fuscipennis はオーストラリアガマグチヨタカ (Podargus strigoides) の外部寄生者としてオーストラリアで普通に見られる。Deer Ked (Lipoptena cervi：シカシラミバエ）は別名「羽のあるダニ」とも言われシカやヘラジカなどの動物に寄生する。二酸化炭素に誘引される。
他のシラミバエ上科の種と同様に、ほとんどのシラミバエの幼虫は母親の体内で成長し、体外に出てすぐに蛹化する。
移動能力の高いシラミバエに便乗して移動するダニやハジラミが存在する。

## 感染症の媒介
シラミバエは哺乳類や鳥類などに寄生するため、感染症の媒介者 (ベクター) となることがある。例えば Pseudolynchia canariensis はハトの仲間に寄生し、ハトに感染するマラリアの媒介者となる。

## 分類
以下のように分類される。

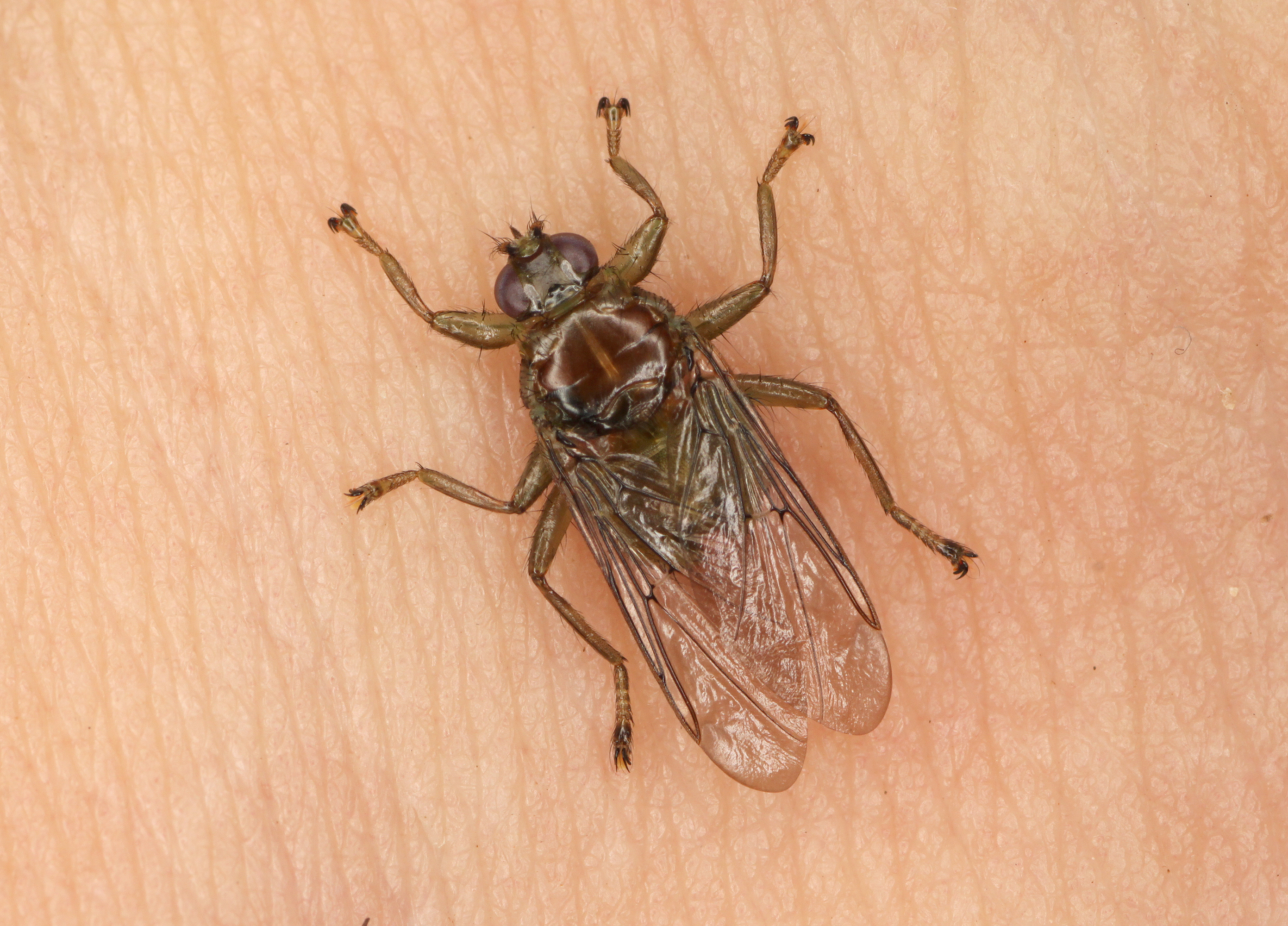
Ornithomya avicularia

- 亜科　Ornithomyinae Bigot, 1853
  - Allobosca Speiser, 1899 (1種)
  - Austrolfersia Bequaert, 1953 (1種)
  - Crataerina von Olfers, 1816 (8種)
  - Icosta Speiser, 1905 (52種)
  - Microlynchia Lutz, 1915 (4種)
  - Myophthiria Róndani, 1875 (13種)
  - Olfersia Leach, 1817 (7種)
  - Ornithoctona Speiser, 1902 (12種)
  - Ornithoica Róndani, 1878 (24種)
  - Ornithomya Latreille, 1802 (29種)
  - Ornithophila Róndani, 1879 (2種)
  - Ortholfersia Speiser, 1902 (4種)
  - Phthona Maa, 1969 (3種)
  - Proparabosca Theodor & Oldroyd 1965 (1種)
  - Pseudolynchia Bequaert, 1926 (5種)
  - Stilbometopa Coquillett, 1899 (5種)
- 亜科　Hippoboscinae 
  - Hippobosca Linnaeus, 1758 (7種)
  - Struthibosca Maa, 1963 (1種)
- 亜科　Lipopteninae 
  - Lipoptena Nitzsch, 1818 (30種)
    - ヒメシカシラミバエ Lipoptena fortisetosa

  - Melophagus Latreille, 1802 (3種)
  - Neolipoptena Bequaert, 1942 (1種)